# Seowon-gu
Seowon-gu (koreanska: 서원구) är ett av de fyra stadsdistrikten i staden Cheongju i Sydkorea.  Det ligger i provinsen Norra Chungcheong, i den centrala delen av landet, 110 km söder om huvudstaden Seoul. Antalet invånare är 206 393 (2019).
Seowon-gu utgör den sydvästra delen av Cheongju.

## Administrativ indelning
Seowon-gu består av dels ett stadsområde (22,52 km²) som är indelat i stadsdelar, dels ett ytterområde (100,11 km²) som är indelat i socknar.

### Stadsdelar
De nio stadsdelarna (dong) har totalt 192 142 invånare:
Bunpyeong-dong,
Mochung-dong,
Sachang-dong,
Sajik1-dong,
Sajik2-dong,
Sannam-dong,
Seonghwa·Gaesin·Jungnim-dong,
Sugok1-dong och
Sugok2-dong.

### Socknar
De två socknarna (myeon) har totalt 14 251 invånare:
Hyeondo-myeon och 
Nami-myeon.